# Pulsberg
Pulsberg, niedersorbisch Lutoboŕ, ist ein Stadtteil der südbrandenburgischen Stadt Spremberg in der Niederlausitz. Pulsberg liegt heute am Rande einer bereits rekultivierten Tagebaufolgelandschaft des Tagebaus Welzow-Süd, circa 4,5 km südwestlich vom Stadtzentrum.

## Geschichte
Die älteste urkundlich überlieferte Erwähnung von Pulsberg ist aus dem Jahr 1513.
Bereits im Jahr 1855 wird die Gegend um Pulsberg für den Braunkohlenbergbau erschlossen.
Ein Jahr später, 1856, errichtet man nahe dem Ort eine Pulverfabrik.
Mit Ende des 19. Jahrhunderts kommt es zu ersten Teildevastierung und Umsiedlungen des Ortes. Das alte Gutshaus wurde abgerissen und an anderer Stelle, auf dem Gelände einer ehemaligen Schäferei wiedererrichtet. Eine Mehrzahl der Pulsberger Einwohner findet zum Anfang des 20. Jahrhunderts Lohn und Brot in den Gruben Anna (1864–1923) und Consul (1892–1930).
Im Jahr 1914 eröffnete die erste Schule im Ort, damit ersparte sich den Schülern der Weg in die Schulen der Nachbarorte Jessen und Heinrichsfeld.

### Eingemeindung
Am 31. Dezember 1972 wurde Jessen nach Pulsberg eingemeindet. Pulsberg selbst wurde am 1. Januar 1974 nach Spremberg eingemeindet.

### Ortsabbruch
Vom Ort existieren nur noch wenige Straßenzüge, in den Jahren 1975 und 1976 wurden große Teile des Ortes für den Tagebau Welzow-Süd abgebaggert. Nach amtlichen Angaben mussten insgesamt 110 Menschen den Ort verlassen.